# 格克切貝伊
格克切貝伊是土耳其的城鎮，位於該國北部，由宗古爾達克省負責管轄，面積220平方公里，海拔高度61米，該地區約六成面積被森林覆蓋，2011年人口7,234。